# Hofstallungen (Wien)

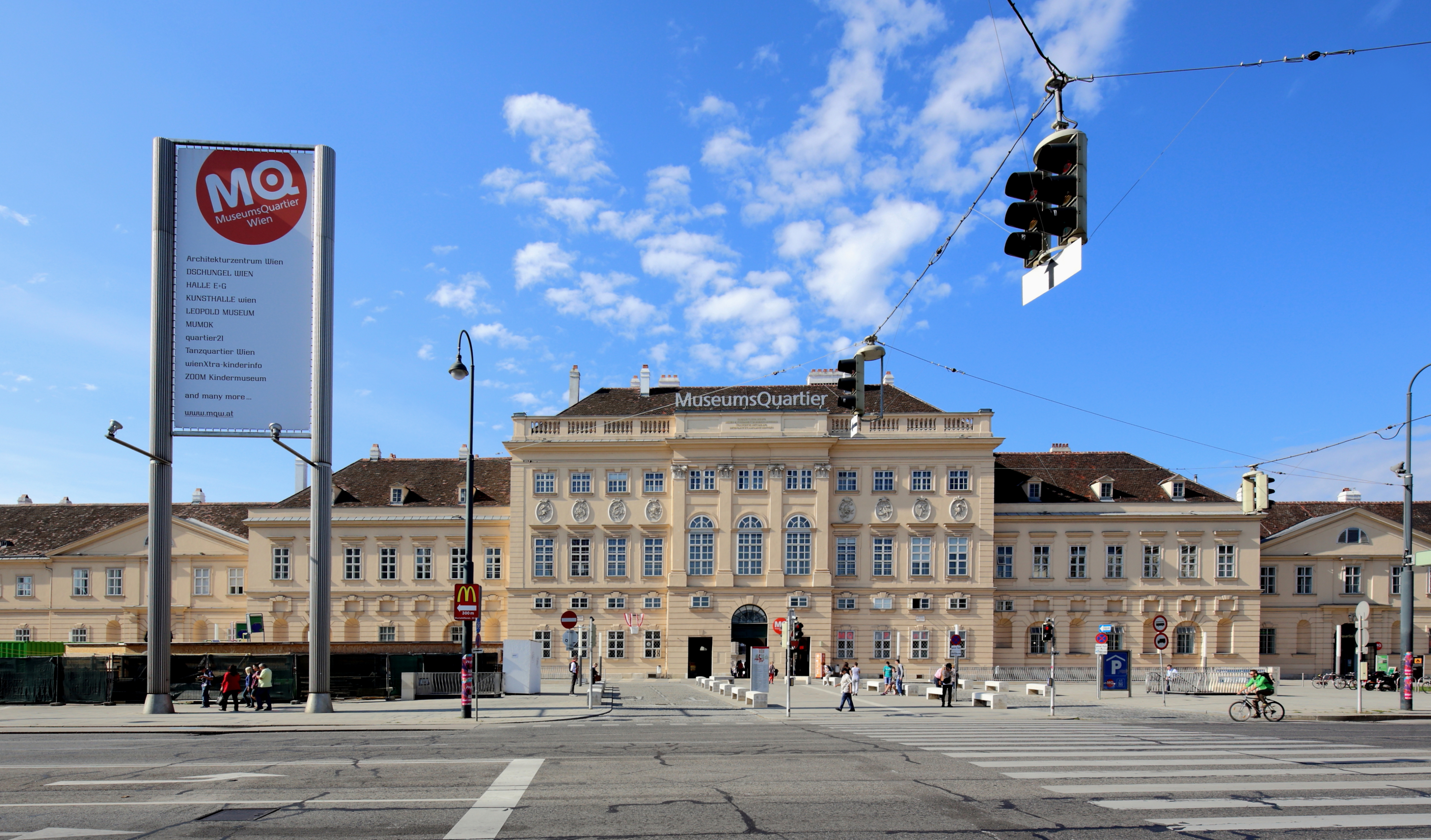
Hofstallungen, Sitz des MuseumsQuartiers

Die Hofstallungen, früher auch Spanischer Stall, Hofmarstall oder Campagne-Reitschule, sind ein weitläufiger Gebäudekomplex in Wien. Sie beherbergten nach dem Ende der Österreichisch-Ungarischen Monarchie den Messepalast und sind heute Sitz des MuseumsQuartiers. Unter dem Namen Hofstallungen ist auch von der Stadt Wien eine bauliche Schutzzone definiert, die zusätzlich noch das Volkstheater umfasst.

## Geschichte

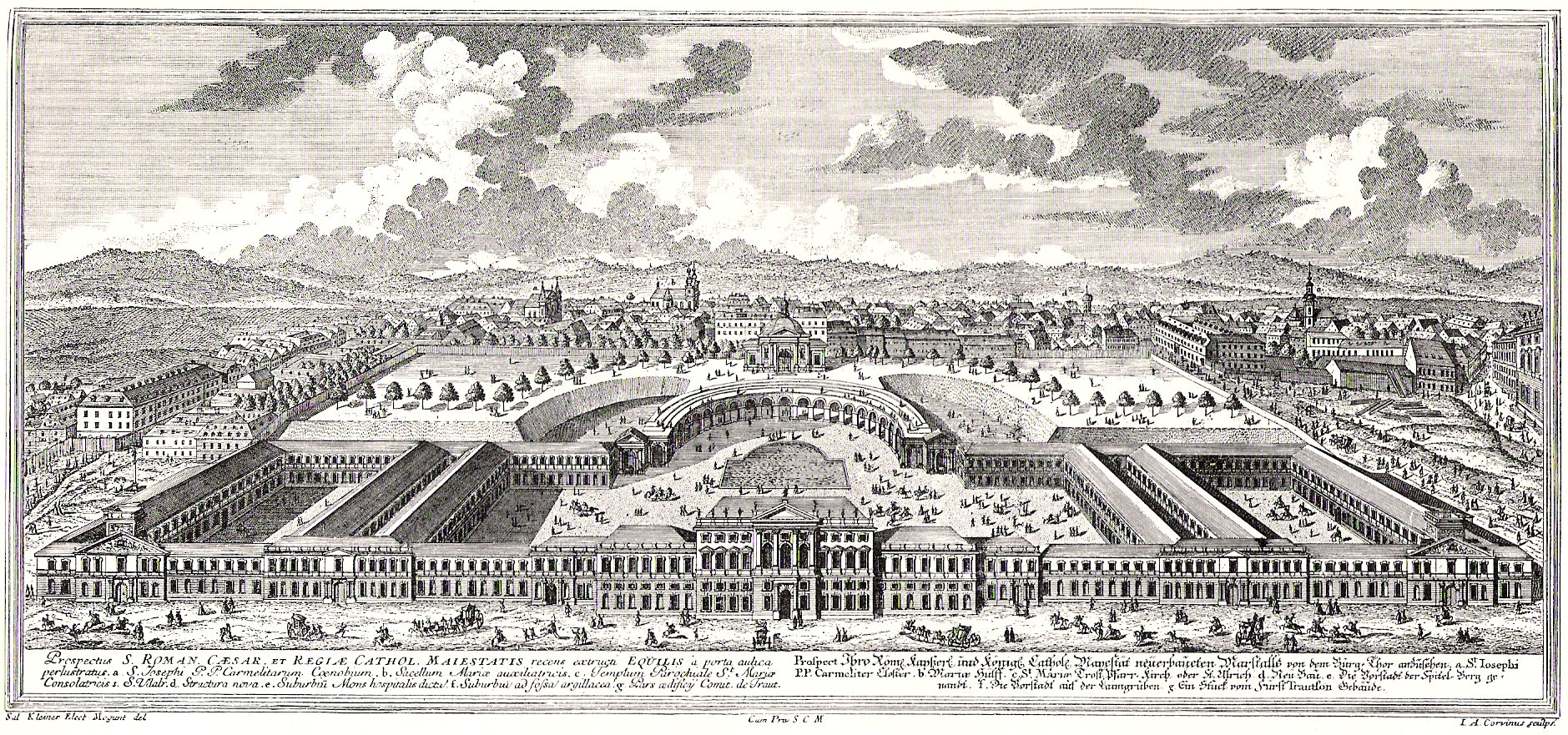
Die Hofstallungen um 1720, Stich nach Salomon Kleiner

Kaiser Karl VI. erteilte Johann Bernhard Fischer von Erlach (1656–1723) im Jahre 1713 den Auftrag, im Bereich des Glacis vor dem Burgtor ein großes Gebäude für die kaiserlichen Hofstallungen zu errichten. 600 Pferde und 200 Karossen sollten hier untergebracht werden. Der Bau wurde 1723 vom Sohn des Baumeisters, Joseph Emanuel Fischer von Erlach fertiggestellt. Die Steinmetzarbeiten besorgte der Hofsteinmetzmeister Elias Hügel aus dem Kaiserlichen Steinbruch, für die Stiegenstaffel und andere Bauteile wurde, wie damals üblich, harter Kaiserstein verwendet.
Der ursprüngliche Idealplan wurde allerdings nicht zur Gänze realisiert. Fischer senior hatte unter anderem auch eine monumentale Pferdeschwemme sowie ein Amphitheater für Karussellspiele vorgesehen. Trotzdem handelte es sich bei den Hofstallungen um einen der größten und prächtigsten Marställe Europas. In den bekannten Eipeldauer-Briefen Joseph Richters vom Ende des 18. Jahrhunderts findet sich beispielsweise eine Passage, in der die „Residenz, wo des Kaisers seine Pferd wohnen“ bewundernd erwähnt wird („Herr Vetter, die sind schöner logiert als der Kaiser selbst“).
Während der napoleonischen Kriege kam es zu bedeutenden Zerstörungen – die angreifenden Franzosen hatten in den Hofstallungen ihren Gefechtsstand eingerichtet und wurden von der Stadt aus beschossen. In der Folge bestanden Pläne für einen weiteren Ausbau der Hofstallungen, die 1829 konkrete Form annahmen. Auch zur Zeit der Revolution von 1848 kam es zu Zerstörungen und darauf folgenden Umbauten der Anlage, so wurde nach 1850 durch Hofbaumeister Leopold Mayer die große Reithalle im neobarocken Stil errichtet. Schon in der Zeit der Donaumonarchie gab es Überlegungen, das zentrumsnahe aber niedrige und vergleichsweise bescheidene Zweckgebäude zu beseitigen und an seiner Stelle monumentalere Architektur zu errichten. Gottfried Sempers Pläne für ein Kaiserforum wurden aber nicht zur Gänze ausgeführt.